# Sainte-Blandine (Deux-Sèvres)
Sainte-Blandine – miejscowość i dawna gmina we Francji, w regionie Nowa Akwitania, w departamencie Deux-Sèvres. W 2016 roku populacja ówczesnej gminy wynosiła 726 mieszkańców. 
W dniu 1 stycznia 2019 roku z połączenia trzech ówczesnych gmin – Aigonnay, Mougon-Thorigné oraz Sainte-Blandine – powstała nowa gmina Aigondigné. Siedzibą gminy została miejscowość Mougon. 